# Semion Odainic
Semion Odainic (n. 1 septembrie 1938, raionul Ungheni, Republica Moldova – d. 29 iunie 2023) a fost un pictor moldovean, autor al imaginilor distincțiilor de stat, al medaliilor și insignelor jubiliare și comemorative, al multor decorații departamentale și corporative, a unor steme și drapele înregistrate în Armorealul General al Republicii Moldova. Este autor al Colanului Președintelui Republicii Moldova, al Colanului Primarului General de Chișinău și al Colanului Președintelui Academiei de Științe a Moldovei.
Este membru al Uniunii Artiștilor Plastici din Republica Moldova, precum și membru al Comisiei Naționale de Heraldică de pe lângă Președintele Republicii Moldova.

## Biografie
S-a născut în satul Alexeevca (acum în raionul Ungheni, Republica Moldova) din județul Lăpușna, Basarabia, (România interbelică). A participat la multiple expoziții din țară și de peste hotare. A fost distins cu titlul onorific „Maestru în Artă”, cu Ordinul de Onoare și cu Ordinului Republicii în anul 2017.